# Parafia św. Andrzeja Apostoła w Zgłobniu
Parafia św. Andrzeja Apostoła w Zgłobniu – parafia rzymskokatolicka znajdująca się w diecezji rzeszowskiej w dekanacie Boguchwała.